# Plectrocnemia corsicana
Plectrocnemia corsicana är en nattsländeart som beskrevs av Martin E. Mosely 1930. Plectrocnemia corsicana ingår i släktet Plectrocnemia och familjen fångstnätnattsländor. Inga underarter finns listade i Catalogue of Life.